# جیم جونز (رپ‌خوان)
جیم جونز (انگلیسی: Jim Jones؛ زادهٔ ۱۵ ژوئیهٔ ۱۹۷۶) یک موسیقی‌دان اهل ایالات متحده آمریکا است. وی از سال ۱۹۹۷ میلادی تاکنون مشغول فعالیت بوده‌است.